# Bracon fuscinervis
Bracon fuscinervis är en stekelart som beskrevs av Cameron 1911. Bracon fuscinervis ingår i släktet Bracon och familjen bracksteklar. Inga underarter finns listade.